# Sant Andreu de Pedrinyà
Sant Andreu és una església romànica dels segles xi i xii, si bé conserva mostres d'estructura posterior, al veïnat de Pedrinyà (la Pera), Baix Empordà.

## Història
En el testament de Ponç, preceptor de l'església de Girona, s'esmenta la parròquia Sancti Andreae de Petriniano. En documents dels segles xiii i xiv és citada també com a parròquia però més tard fou agregada a la parroquial de Sant Isidor de la Pera.
L'hemicicle presbiteral era decorat amb pintures murals romàniques considerades del segle xii o inicis del XIII d'un pintor anònim dit "Mestre de Pedrinyà". Foren arrencades i s'exposen al Museu d'Art de Girona. N'hi ha alguns fragments perduts i d'altres força esborrats.
Durant els anys 1975-76 l'església fou restaurada; s'enderrocà la sagristia.

## Església
L'absis és semicircular i té una finestra estreta al centre, d'arc de punt rodó i de doble esqueixada. Per l'exterior té decoracions llombardes entre quatre lesenes. Sota l'actual teulada sobresurten algunes lloses de l'antiga coberta de pedra.
La volta de la nau era de canó, però ha estat reformada en part. La forma de canó només s'acusa en un tram pròxim al presbiteri; la resta és apuntada. L'arc triomfal és de mig punt i la volta de l'absis té forma de quart d'esfera.
La porta d'entrada original era lateral i d'un sol arc de punt rodó. Ha estat reconstruïda a base dels elements descoberts en la restauració.
La façana actual és l'única part del monument que, en el seu estat actual, mostra elements producte de reformes tardanes. La portalada és rectangular. Davant d'ella, a manera de pòrtic, hi ha una construcció coberta amb volta apuntada sobre la qual hi queda una terrassa (segles XVII-XVIII). De la mateixa època era, segurament, la sagristia que s'afegí a la banda de migdia de l'absis i que va ser enderrocada durant les darreres obres de restauració. També van ser eliminades les capelles del segle xix que es practicaren, fent una mena d'esvorancs, en els murs laterals de la nau.
Sobre la terrassa de la façana és visible la meitat superior del frontis. En aquest lloc hi ha la finestra romànica, de vessant a l'interior i arcs de mig punt. Sobre la façana s'aixeca el campanar de cadireta de dues arcades sostingudes per pilastres. Les pilastres es creu que són, almenys en part, d'època romànica; les arcades pertanyen, en el seu estat actual, a les reformes posteriors.
En el mur lateral de migdia de la nau s'hi poden veure dues finestres d'arcs de mig punt; ambdues de doble esqueixada. En el mur de tramuntana hi ha una altra finestra romànica com les anteriors. Cal fer notar que són molt rares les obertures en el costat de tramuntana a les esglésies d'aquest país. En aquesta banda l'edifici hagué de ser reforçat, en data tardana, amb dos contraforts.

## Pintures murals

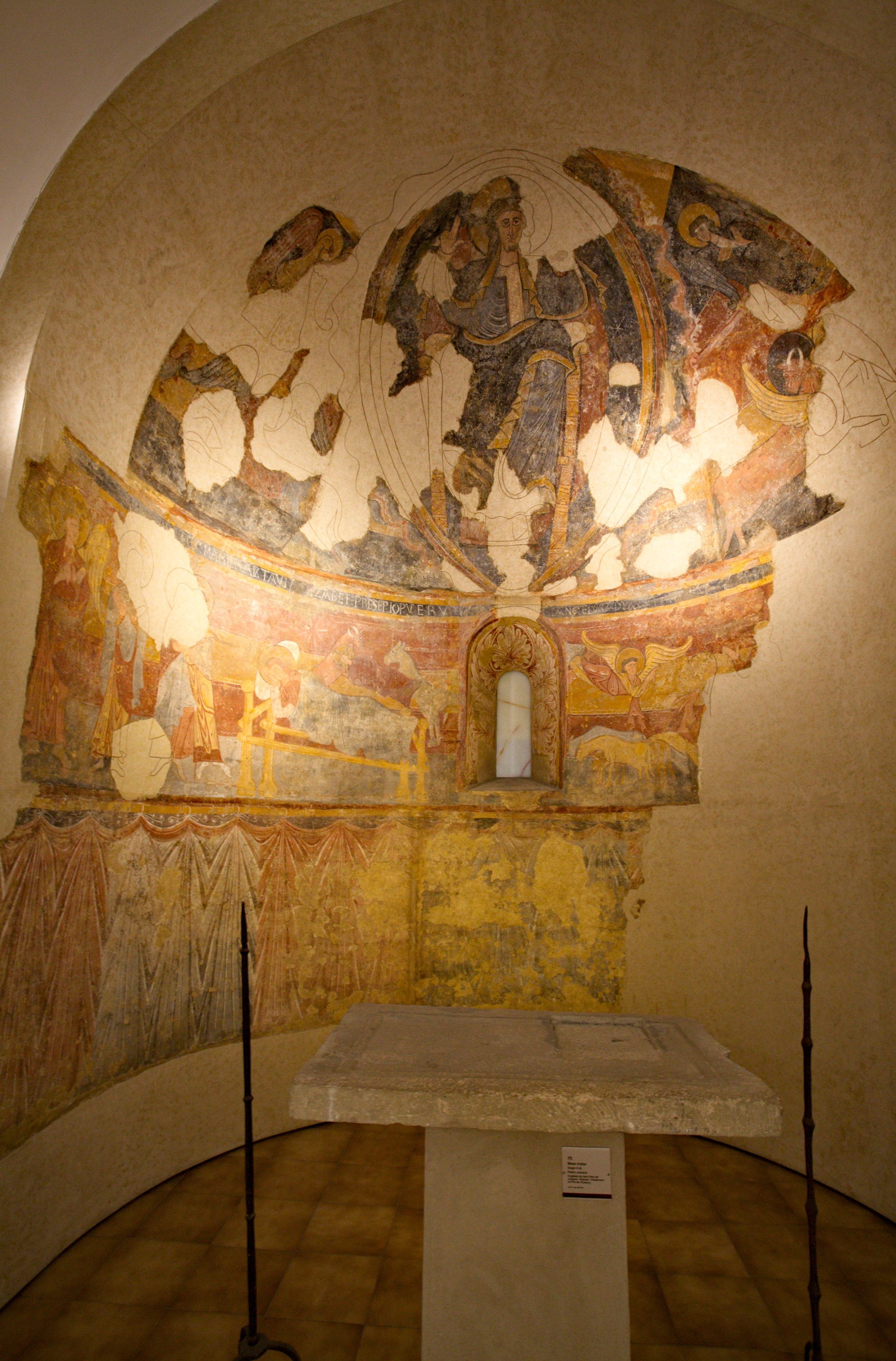
Pintures murals de l'església de Sant Andreu de Pedrinyà, actualment al Museu d'Art de Girona

Al segle XII es va pintar l'absis de l'església de Pedrinyà; les pintures foren arrencades el 1935 i actualment s'exposen al Museu d'Art de Girona. El seu autor és desconegut i es coneix com a Mestre de Pedrinyà.

## Galeria d'imatges

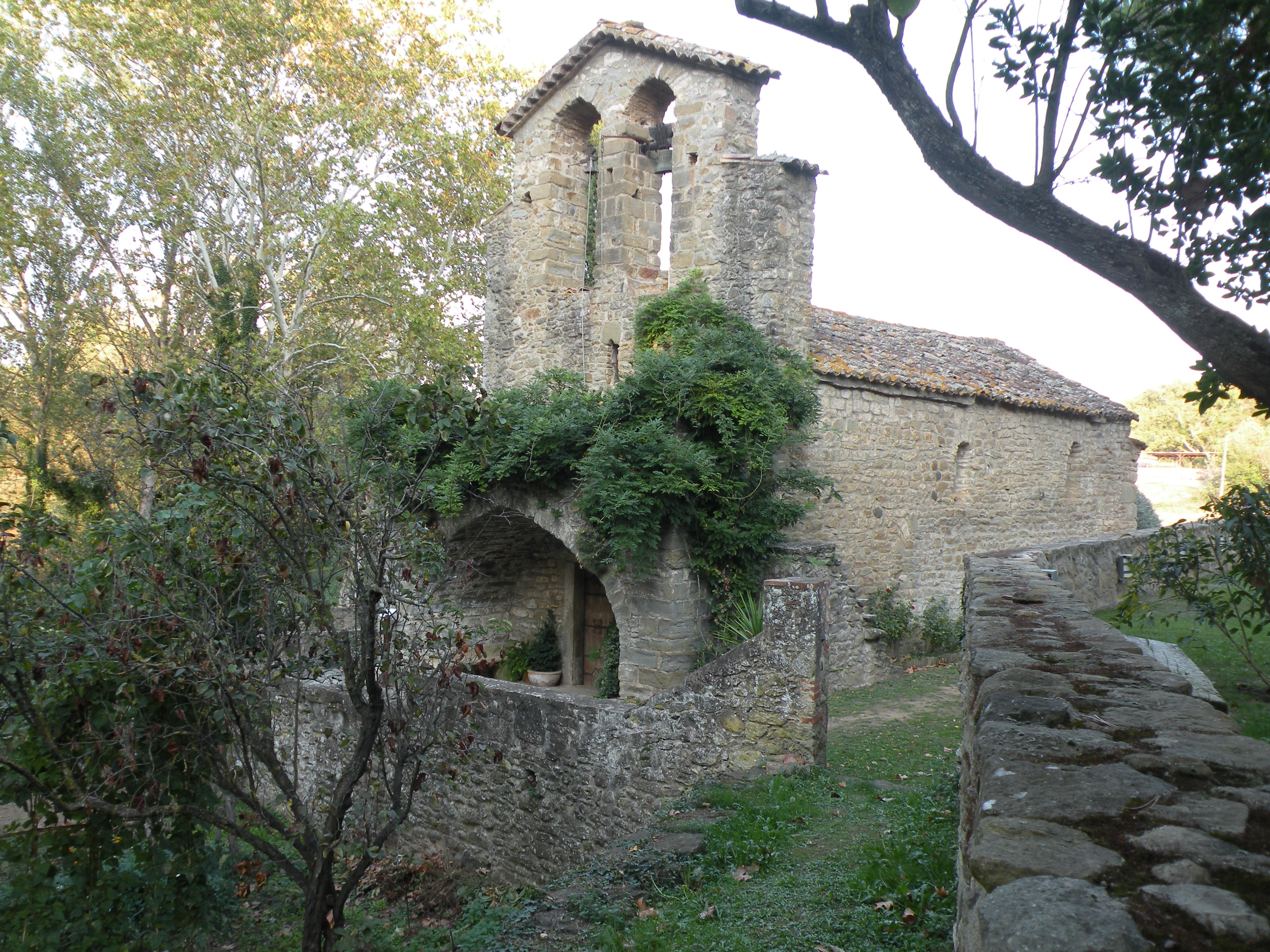
Façana i vista lateral
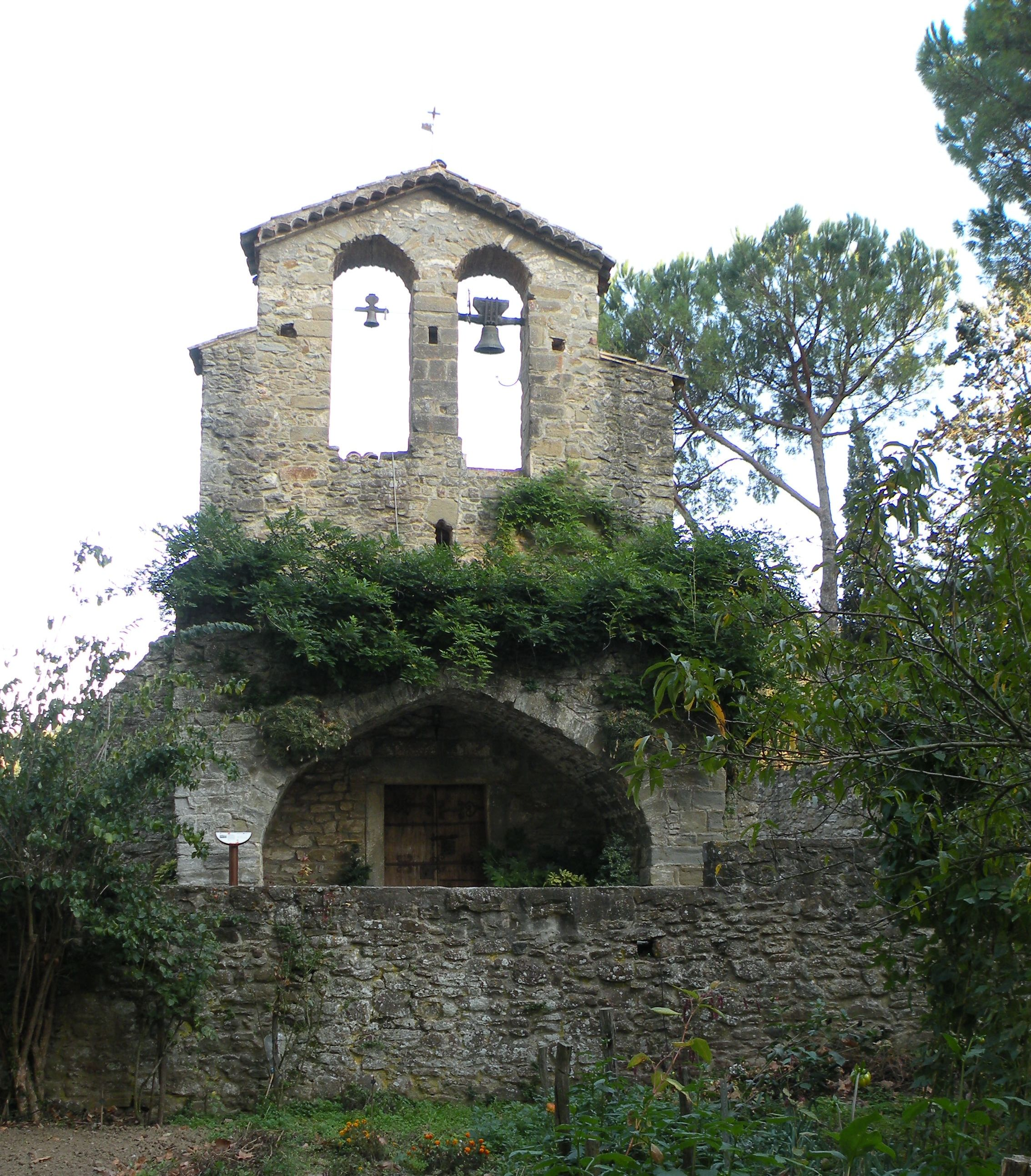
Façana
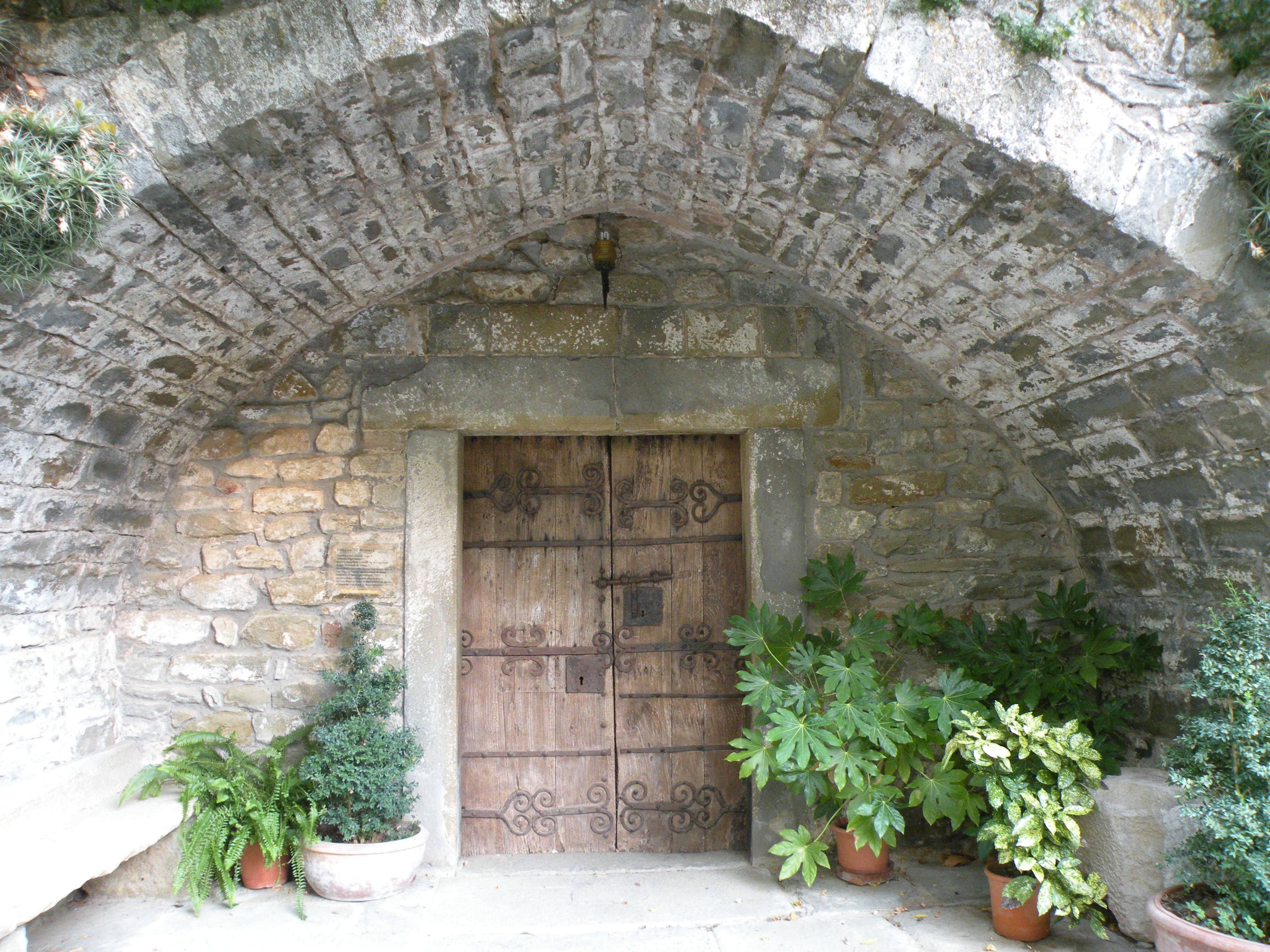
Porxo
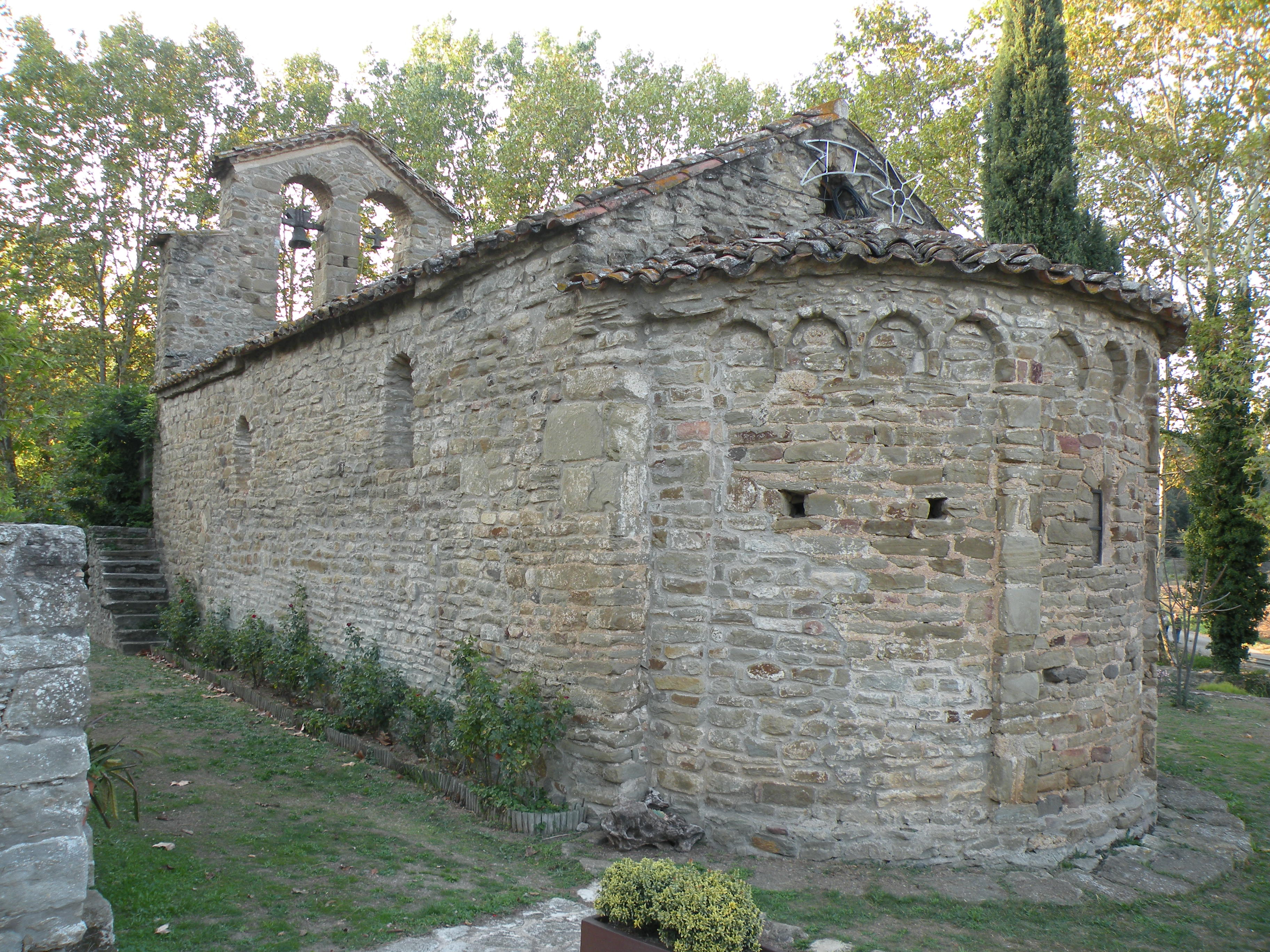
Vista lateral i posterior